# Titwane
Titwane, nom de plume de Pierre-Antoine Thierry, est un illustrateur et graphiste français né en 1972 à Paris. Il est co-auteur d'une série de reportages illustrés sur la police française et, notamment, du livre Brigade des mineurs en 2017.

## Biographie
Pierre-Antoine Thierry est né à Paris et il y vit jusqu'en 2006. Après des études scientifiques, il exerce comme ingénieur en travaux publics, pendant huit ans, au ministère de l'Équipement. En matière de dessin, il est autodidacte. À partir de 2006, il s'installe à Tours et fait partie de l'Atelier du Cachalot. À ses débuts d'artiste, il réalise des travaux de graphisme en tant que pigiste mais les commandes portent de plus en plus sur l'illustration pour des éditeurs, des magazines et des romans jeunesse, par exemple Le Château magique chez Bayard, ainsi que les croquis de Quand la nature inspire la science (éd. Plume de carotte). Par ailleurs, il enseigne le croquis à l'école de dessin Brassart.
Il rencontre Raynal Pellicer, écrivain et réalisateur de documentaires pour la télévision, qui le contacte pour illustrer des recettes de cuisine sur TF1 : Ce soir on dîne ailleurs (25 épisodes). Pellicer souhaite tourner un film mettant en scène le quotidien de la brigade de répression du banditisme, mais se heurte à un refus. À la place, les deux collègues élaborent un livre sur le sujet, à la condition expresse que les personnes ne soient pas reconnaissables. Paru en octobre 2013, il s'intitule Enquêtes générales, immersion au cœur de la brigade de répression du banditisme. L'accueil des lecteurs policiers est plutôt favorable et Marc Thoraval, alors directeur de la brigade criminelle, les invite à effectuer un autre reportage, pour son unité cette fois. Le livre, paru en septembre 2015, s'intitule Brigade criminelle : immersion au 36 quai des Orfèvres. Après avoir hésité sur l'unité à décrire dans un troisième volume, les auteurs portent leur choix sur la brigade de protection des mineurs : le livre, intitulé Brigade des mineurs : immersion au cœur de la brigade de protection des mineurs, remporte le Prix France Info de la bande dessinée de reportage et d'actualité. En termes de format, ces livres sont des reportages illustrés, plutôt que des bandes dessinées. Dans le sillage de l'œuvre, Titwane est invité au festival du Chien jaune, le « festival du polar », à Concarneau, en 2017 puis en 2018 ; à cette seconde occasion, il dessine l'affiche.
Renouant une collaboration avec Raynal Pellicer, Titwane illustre un reportage sur le porte-avion nucléaire Charles de Gaulle ; l'album paraît à l'automne 2020. Au festival bd BOUM 2020, l'ouvrage remporte le prix Nouvelle République.
En octobre 2023, les deux auteurs livrent Photographes de guerre, Hans Namuth et Georg Reisner, 1936-1940 aux Éditions Albin Michel.
Par ailleurs, Titwane collabore avec la presse, comme La Revue dessinée, Le Parisien et avec l'ONG International Crisis Group. Titwane a illustré d'autres reportages, par exemple sur les personnes sans-abri dans le quartier de La Défense pour le journal La Croix.

### Vie personnelle
Titwane a des enfants.

## Style graphique

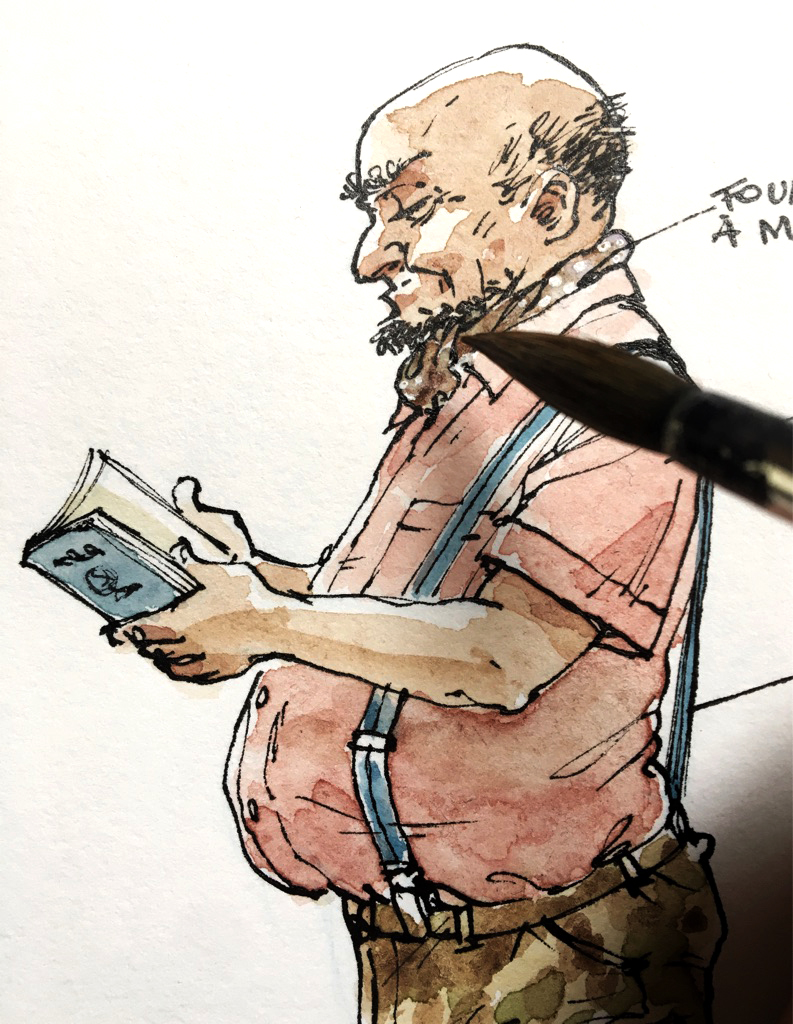
Dessin à l'aquarelle en couleur directe, par Titwane (octobre 2020).

Titwane emploie principalement « l'aquarelle, l'encre aquarelle et, dans une moindre mesure, l'acrylique », ainsi que « le fusain et le pastel ». Parmi ses influences, il admire les travaux de Benjamin Flao et Emmanuel Guibert.

## Œuvres
- Raynal Pellicer (scénario) et Titwane (illustration), Enquêtes générales : Immersion au cœur de la brigade de répression du banditisme, Paris, Éditions de La Martinière, coll. « Beaux livres », octobre 2013, 319 p. (ISBN 978-2-7324-5422-1).
- Raynal Pellicer (scénario) et Titwane (illustration), Brigade criminelle : Immersion au 36 quai des orfèvres, Paris, Éditions de La Martinière, coll. « Beaux livres », septembre 2015, 208 p. (ISBN 978-2-7324-6600-2).
- Raynal Pellicer (scénario) et Titwane (illustration), Brigade des mineurs : Immersion au cœur de la Brigade des Mineurs, Paris, Éditions de La Martinière, coll. « Beaux livres », mars 2017, 208 p. (ISBN 978-2-7324-7498-4).
- Anne-Laure Rouxel (scénario) et Titwane (illustration), Bougez votre bassin !, Leduc, juin 2020, 160 p. (ISBN 979-10-285-1787-8).
- Raynal Pellicer (scénario) et Titwane (illustration), Le Charles de Gaulle : Immersion à bord du porte-avions nucléaire, Paris, Éditions de La Martinière, coll. « Beaux livres », septembre 2020, 192 p. (ISBN 978-2-7324-9210-0).
- Raynal Pellicer (scénario) et Titwane (illustration), Photographes de guerre : Hans Namuth et Georg Reisner, 1936-1940, Paris, Éditions Albin Michel, octobre 2023, 152 p. (ISBN 9782226475084).

## Récompenses
- 2015 : prix Bulles d'encre, avec Raynal Pellicer, pour Brigade criminelle au festival Sang d'encre[17].
- 2018 : Prix France Info, avec Raynal Pellicer, pour Brigade des mineurs.
- 2020 : prix Nouvelle République au festival bd BOUM pour Le Charles de Gaulle : Immersion à bord du porte-avions nucléaire.